# Rivalité Oregon-Oregon State
La  Rivalité Oregon-Oregon State (surnommée également Civil War) est une célèbre rivalité dans le football américain universitaire opposant les équipes du Ducks de l'université de l'Oregon basée à Eugene et des Beavers d'Oregon State de l'université d'État de l'Oregon basée à Corvallis.
Disputée pour la première fois en 1894, elle est la 5e rivalité la plus jouée de la NCAA Division I FBS
Oregon State est membre de la Pacific-12 Conference tandis qu'Oregon a rejoint la Big Ten Conference le 1er août 2024.
Les campus sont situés à moins de 80 km l'un de l'autre dans la vallée de la Willamette. La série s'est jouée sans interruption depuis 1945.
Bien qu'il ne soit pas officiellement reconnu par les universités, le trophée Platypus (en) est décerné chaque année à l'association des anciens élèves de l'université gagnante.

## Histoire
Historiquement, l'université d'État de l'Oregon a été dénommée Oregon Agricultural College jusqu'en fin de saison 1930, leurs athlètes étant appelés les Aggies. Pour l'université de l'Oregon, leurs athlètes étaient initialement surnommé les Webfoots.
Le match a été joué pour la première fois en 1894 et a été disputé 127 fois jusqu'en 2023, ainsi que sans interruption depuis 1945. Oregon mène la série avec 68 victoires (57,5%) pour 49 à Oregon State et 10 nuls. Le match n'a pas eu lieu en 1900 novembre 1901 novembre 1911 novembre 1943 et 1944. Deux matchs ont été joués en 1896 et 1945.
La première référence au surnom de « Civil War » remonte à 1929 et est entrée dans l'usage courant en 1937. Avant cela, le match était surnommé « Oregon Classic » ou « State Championship Game ».
Les athlètes, les anciens élèves et les supporters remettant en question le surnom, l'utilisation de « Civil War » a été abandonnée en 2020 au milieu d'une vague de changements de nom déclenchée à la suite des manifestations en rapport avec le meurtre de George Floyd,.
Le match se joue généralement les années paires sur le terrain d'Oregon State à Corvallis au Reser Stadium (anciennement dénommé Parker Stadium) à partir de 1954 et les années impaires sur le terrain d'Oregon à Eugene rebaptisé Autzen Stadium depuis 1967. Sept matchs ont été joués au Multnomah Stadium aujourd'hui appelé  Providence Park à Portland : en 1908, 1917, 1933, 1934, 1938, 1950 et 1952. Les matchs de 1912 et 1913 ont été joués sur un site neutre à Albany à la suite des émeutes qui ont suivi le match de 1910 ayant conduit à l'annulation du match de 1911
De 1997 à 2006, l'équipe qui jouait à domicile a remporté le match. La séquence a été interrompue en 2007, lorsque Oregon State a battu Oregon au Autzen Stadium 38 à 31 en prolongation. En 2008, les Ducks ont rendu la pareille à Corvallis en battant les Beavers 65 à 38. La séquence de victoires des équipes visiteuses a été interrompue après deux matchs en 2009 lorsque les Ducks ont gagné 37 à 33 à Eugene.
De 1959 à 1961, le trophée Platypus (en) était décerné au vainqueur ; il a été perdu pendant plus de quarante ans et finalement retrouvé en 2005. À partir du match de 2007, il est décerné à l'association des anciens élèves de l'université gagnante. Un trophée différent a été décerné après le match de 1980.
Les deux équipes partagent la plus longue séquence de victoires de la série avec huit matchs, mais les Ducks ont connu une série de treize matchs sans défaite (1975-1987), avec douze victoires et un match nul sans aucun score en 1983.
En 2024, Oregon rejoint la conférence Big Ten transformant la rivalité avec Oregon State en un match hors conférence, ce qui pourrait mettre en péril la poursuite de la série. Cependant, les universités ont annoncé que la série se poursuivrait pendant au moins deux années supplémentaires.

## Trophée
Le trophée Platypus Platypus Trophy est un trophée décerné au vainqueur du match de rivalité entre Oregon et Oregon State au niveau du football américain universitaire. Le trophée représente un ornithorynque, un animal qui a les caractéristiques d'un canard (la mascotte des Ducks de l'Oregon) et d'un castor (la mascotte des Beavers d'Oregon State). Pendant trois ans, de 1959 à 1961, le trophée a été décerné à l'université gagnante. Le trophée a été perdu pendant plus de 40 ans avant d'être redécouvert en 2005 et proposé comme trophée non officiel du match en 2007. Il est actuellement décerné à l'association des anciens élèves de l'université gagnante.
En 1959, le directeur de la fonction publique de l'université de l'Oregon, Willard Thompson, choisit l'étudiant en art Warren Spady pour créer un trophée représentant un ornithorynque qui serait présenté au vainqueur du prochain match de rivalité, alors connu sous le nom de Civil War,,.
L'ornithorynque a été choisi comme sujet car avec son bec de canard et sa queue de castor, il ressemble à une combinaison de la mascotte de chaque université. Spady n'avait qu'un mois avant le match pour terminer le trophée, qui est sculpté dans de l'érable et mesure 2 pieds (0,61 m) de large et 18 pouces (46 cm) de haut. Il l'a soumis inachevé, n'ayant pas tout à fait terminé de sculpter les pieds.
Bien qu'Oregon ait été largement favori lors du match de 1959, c'est Oregon State qui a gagné 15 à 7, remportant le trophée qu'ils ont exposé dans une vitrine au Gill Coliseum de Corvallis. Cette année-là, des étudiants d'Oregon auraient volé le trophée et l'auraient conservé après que le match de 1960 se soit terminé sur un match nul 14 partout. Oregon State ayant remporté 6 à 2 le match de 1961, le trophée est rendu par Oregon immédiatement après le match.
Après le match de 1961, le trophée a été volé plusieurs fois et a finalement été oublié. En 1986, l'artiste Spady, désormais professeur d'art à Eugene, a repéré le trophée dans une vitrine de la piscine Leighton de l'université d'Oregon. Il avait apparemment été réapproprié comme trophée pour la rivalité de water-polo entre les deux universités, et était fixé avec une plaque en laiton commémorant quatre victoires consécutives de l'équipe water-polo d'Oregon (1964 à 1968) Spady n'a pas réussi à convaincre quiconque de racheter le trophée pour l'utiliser pour les matchs de football américain. En 2000, la piscine et ses vitrines à trophées ont été démolies dans le cadre d'un projet de rénovation.
En 2004, le trophée étant depuis longtemps oublié, le journaliste sportif de l'Oregonian, John Canzano, écrit une chronique déplorant le fait que contrairement à d'autres matchs de rivalité universitaire, la rivalité Oregon-Oregon State n'avait pas de trophée. Spady contacte alors Canzano et l'informe de l'existence du trophée Platypus, et une nouvelle chronique de Canzano a déclenché une recherche du trophée manquant. Dirigé par Dan Williams, un administrateur d'Oregon qui avait été le président du corps étudiant ayant remis le trophée à son homologue d'Oklahoma State en 1961, une recherche a permis de retrouver le trophée en 2005 dans un placard de la McArthur Court (en) de l'université de l'Oregon.
Après avoir obtenu la signature de Spady sur l'œuvre, Williams a rendu le trophée à l'Oregon Alumni Association afin qu'il puisse reprendre son rôle de trophée. Cependant, malgré l'intérêt initial des directeurs sportifs des universités pour recommencer à décerner le trophée, après avoir vu l'œuvre abstraite, ils ont refusé de le faire. Au lieu de cela, à partir du match de 2007, le trophée a été présenté à l'association des anciens élèves de l'université gagnante. Oregon State a été le premier récipiendaire du trophée restauré après avoir battu Oregon 38 à 31 en prolongation. Il a également été présenté avant un match de basket-ball en mars 2008. Lorsque Oregon a gagné l'année suivante, le trophée n'a pas été échangé (en date du 21 janvier 2009),
. Selon un article de KVAL de 2012, la tradition a rapidement disparu à nouveau. Selon l'association des anciens élèves de l'université de l'Oregon, cependant, il a continué à être décerné chaque année.
La couverture médiatique l'a classé parmi les « meilleurs trophées de rivalité itinérante ».

## Incidents notables
- 1910 : Après la victoire 12 à 0 d'Oregon à Corvallis[8], les supporters des deux équipes ont commencé à s'invectiver mais la dispute verbale a dégénéré alors que les fans des Webfoots (Oregon) retournaient à la gare pour partir. Le département des relations publiques d'Oregon a par la suite diffusé par voie de presse au niveau de l'État que des faits de hooliganisme avaient été commis par les fans de l'Oregon Agricultural College ce qui a offensé leurs étudiants d'Oregon State, provoquant la suspension de la rivalité en 1911[24].
- 1937 : Après avoir battu Oregon 14 à 0 à Corvallis[8], les fans d'Oregon State ont organisé un grand rassemblement le lendemain soir qui a duré six heures. Environ 2 000 étudiants d'Oregon State ont décidé de se rendre le lendemain à Eugene et d 'y faire une autre fête. La police d'État a d'abord arrêté le groupe, puis a accepté de les guider à travers la ville s'ils acceptaient de se comporter correctement. Cependant, une fois les étudiants d'Oregon sortis de classe, la situation a dégénéré avec des Webfoots lançant des tomates et des ballons d'eau sur les Beavers. Certains étudiants d'Oregon State ont été jetés dans le canal d'Eugene et d'autres ont été emmenés à Skinner Butte (en), dépouillés et forcés de repeindre la lettre « O » en jaune et de glisser sur la surface peinte[24].
- 1954 : Environ 50 étudiants d'Oregon ont infiltré Corvallis et ont allumé le traditionnel feu de joie qu'avaient préparé les étudiants d'Oregon State. Bien que cela ait déjà été fait auparavant, cette fois-ci, les étudiants d'Oklahoma State parviennent à capturer 25 étudiants des Ducks et à les garder « prisonniers »[25]. Les étudiants capturés ont eu la tête rasée, peints en orange et en noir et certains ont été forcés à effectuer des travaux subalternes pour les fraternités d'Oregon State. Un étudiant d'Oregon capturé a été promené sur le campus d'Oregon State avec une pancarte sur laquelle était écrit « I'm a dumb Duck - Je suis un canard stupide »[24]. Pendant ce temps, le groupe ayant de Beavers ayant effectué le raid et ayant capturé un seul étudiant d'Oregon et le fit défiler sur le campus d'Oregon[25].
- 1960 : Un étudiant d'Oregon (LH) et un ami (FF) enlèvent la reine du bal de fin d'année d'Oregon State, Ardis Henry, devant sa maison de sororité alors que la façade avant était décorée par plus de 20 membres de sa fraternité. Le président du corps étudiant d'Oregon State a reçu une demande de rançon, lui demandant de se rendre à l'université de l'Oregon à vélo ou en scooter et d'inviter les Ducks au match de Civil War.
- 1972: Après la victoire 30 à 3 d'Oregon à Corvallis[8] qui a mis fin à une séquence de huit victoires consécutives des Beavers, les fans des Ducks ont pris d'assaut le terrain de d'Oregon State pour démonter les poteaux de but. Après avoir démonté les poteaux de but sud, les fans des Beavers ont tenté de défendre les poteaux de but nord, ce qui a donné lieu à une grande bagarre[24].
- 2010: Après la victoire 37 à 20 qui a permis aux Ducks le BCS National Championship Game 2011[8], un groupe de fans des Ducks a mis le feu à un t-shirt avec la phrase « I hate your Ducks - Je déteste vos Ducks » sur le logo des Beavers présent sur le terrain. L'incendie qui en a résulté a causé des dommages importants au gazon artificiel. La police a utilisé une photo de l'incident du Portland Tribune pour arrêter un étudiant de l'université de l'Oregon et l'accuser d'émeute et de plusieurs délits[26].
- 2022 : Après la victoire 38-34 d'Oregon State au Reser Stadium[8], le linebacker d'Oregon DJ Johnson a frappé un fan d'Oregon State en conclusion d'une dispute[27]. Aucune mesure n'a été prise concernant cette altercation.

## Palmarès
Le classement des équipes dans les tableaux ci-dessous est celui de l'Associated Press avant la saison 2014 et celui du comité du College Football Playoff depuis 2014.
| 69 victoires pour Oregon       | 49 victoires pour Oregon State                               | 10 nuls                                                      |
| Plus large victoire            | Oregon, 69–10 (2017)                                         | Oregon, 69–10 (2017)                                         |
| Plus longue série de victoires | Oregon, 8 (1975–1982, 2008–2015) Oregon State, 8 (1964–1971) | Oregon, 8 (1975–1982, 2008–2015) Oregon State, 8 (1964–1971) |
| Plus longue série sans défaite | Oregon, 13 (1975-1987)                                       | Oregon, 13 (1975-1987)                                       |
| Série en cours sans défaite    | Oregon, 2 (2023–présent)                                     | Oregon, 2 (2023–présent)                                     |

| N° | Date              | Lieu      | Vainqueur        | Score |
| -- | ----------------- | --------- | ---------------- | ----- |
| 01 | 3 novembre 1894   | Corvallis | Oregon State     | 16–0  |
| 02 | 26 octobre 1895   | Eugene    | Oregon           | 44–0  |
| 03 | 7 novembre 1896   | Eugene    | Oregon           | 02–0  |
| 04 | 14 novembre 1896  | Corvallis | Oregon           | 12–08 |
| 05 | 20 novembre 1897  | Eugene    | Oregon State     | 26–08 |
| 06 | 10 décembre 1898  | Corvallis | Oregon           | 38–0  |
| 07 | 30 novembre 1899  | Eugene    | Oregon           | 38–0  |
| 08 | 8 novembre 1902   | Corvallis | Nul              | 00–0  |
| 09 | 21 novembre 1903  | Eugene    | Oregon           | 05–0  |
| 10 | 19 novembre 1904  | Corvallis | Oregon           | 06–05 |
| 11 | 11 novembre 1905  | Eugene    | Oregon           | 06–0  |
| 12 | 24 novembre 1906  | Corvallis | Nul              | 00–0  |
| 13 | 9 novembre 1907   | Eugene    | Oregon State     | 04–0  |
| 14 | 21 novembre 1908  | Portland  | Oregon           | 08–0  |
| 15 | 19 novembre 1909  | Eugene    | Oregon           | 12–0  |
| 16 | 12 novembre 1910  | Corvallis | Oregon           | 12–0  |
| 17 | 23 novembre 1912  | Albany    | Oregon           | 03–0  |
| 18 | 8 novembre 1913   | Albany    | Nul              | 10–10 |
| 19 | 21 novembre 1914  | Corvallis | Nul              | 03–03 |
| 20 | 20 novembre 1915  | Eugene    | Oregon           | 09–0  |
| 21 | 25 novembre 1916  | Corvallis | Oregon           | 27–0  |
| 22 | 29 novembre 1917  | Portland  | Oregon State     | 14–07 |
| 23 | 16 novembre 1918  | Corvallis | Oregon           | 13–06 |
| 24 | 15 novembre 1919  | Eugene    | Oregon           | 09–0  |
| 25 | 20 novembre 1920  | Corvallis | Nul              | 00–0  |
| 26 | 19 novembre 1921  | Eugene    | Nul              | 00–0  |
| 27 | 18 novembre 1922  | Corvallis | Oregon           | 10–0  |
| 28 | 24 novembre 1923  | Eugene    | Oregon State     | 06–0  |
| 29 | 22 novembre 1924  | Corvallis | Oregon           | 07–03 |
| 30 | 14 novembre 1925  | Eugene    | Oregon State     | 24–13 |
| 31 | 20 novembre 1926  | Corvallis | Oregon State     | 16–0  |
| 32 | 11 novembre 1927  | Eugene    | Oregon State     | 21–07 |
| 33 | 17 novembre 1928  | Corvallis | Oregon           | 12–0  |
| 34 | 16 novembre 1929  | Eugene    | Oregon           | 16–0  |
| 35 | 15 novembre 1930  | Corvallis | Oregon State     | 15–0  |
| 36 | 14 novembre 1931  | Eugene    | Nul              | 00–0  |
| 37 | 5 novembre 1932   | Corvallis | Oregon           | 12–06 |
| 38 | 11 novembre 1933  | Portland  | Oregon           | 13–03 |
| 39 | 10 novembre 1934  | Portland  | Oregon           | 09–06 |
| 40 | 9 novembre 1935   | Eugene    | Oregon           | 13–0  |
| 41 | 21 novembre 1936  | Corvallis | Oregon State     | 18–0  |
| 42 | 23 octobre1937    | Eugene    | Oregon State     | 14–0  |
| 43 | 26 novembre 1938  | Portland  | Oregon State     | 14–0  |
| 44 | 11 novembre 1939  | Eugene    | Oregon State     | 19–14 |
| 45 | 30 novembre 1940  | Corvallis | Oregon           | 20–0  |
| 46 | 29 novembre 1941  | Eugene    | #17 Oregon State | 12–07 |
| 47 | 21 novembre 1942  | Corvallis | Oregon State     | 39–02 |
| 48 | 13 octobre 1945   | Corvallis | Oregon State     | 19–06 |
| 49 | 1er décembre 1945 | Eugene    | Oregon State     | 13–12 |
| 50 | 23 novembre 1946  | Corvallis | Oregon State     | 13–0  |
| 51 | 22 novembre 1947  | Eugene    | Oregon           | 14–06 |
| 52 | 20 novembre 1948  | Corvallis | #13 Oregon       | 10–0  |
| 53 | 19 novembre 1949  | Eugene    | Oregon State     | 20–10 |
| 54 | 25 novembre 1950  | Portland  | Oregon State     | 14–02 |
| 55 | 24 novembre 1951  | Eugene    | Oregon State     | 14–07 |
| 56 | 22 novembre 1952  | Portland  | Oregon State     | 22–19 |
| 57 | 21 novembre 1953  | Eugene    | Oregon State     | 07–0  |
| 58 | 20 novembre 1954  | Corvallis | Oregon           | 33–14 |
| 59 | 19 novembre 1955  | Eugene    | Oregon           | 28–0  |
| 60 | 24 novembre 1956  | Corvallis | Nul              | 14–14 |
| 61 | 23 novembre 1957  | Eugene    | Oregon State     | 10–07 |
| 62 | 22 novembre 1958  | Corvallis | Oregon           | 20–0  |
| 63 | 21 novembre 1959  | Eugene    | Oregon State     | 15–07 |
| 64 | 19 novembre 1960  | Corvallis | Nul              | 14–14 |
| 65 | 25 novembre 1961  | Eugene    | Oregon State     | 06–02 |

| N°  | Date              | Lieu      | Vainqueur        | Score    |
| --- | ----------------- | --------- | ---------------- | -------- |
| 66  | 24 novembre 1962  | Corvallis | Oregon State     | 20–17    |
| 67  | 30 novembre 1963  | Eugene    | Oregon           | 31–14    |
| 68  | 21 novembre 1964  | Corvallis | Oregon State     | 07–06    |
| 69  | 20 novembre 1965  | Eugene    | Oregon State     | 19–14    |
| 70  | 19 novembre 1966  | Corvallis | Oregon State     | 20–15    |
| 71  | 18 novembre 1967  | Eugene    | #8 Oregon State  | 14–10    |
| 72  | 23 novembre 1968  | Corvallis | #16 Oregon State | 41–19    |
| 73  | 22 novembre 1969  | Eugene    | Oregon State     | 10–07    |
| 74  | 21 novembre 1970  | Corvallis | Oregon State     | 24–09    |
| 75  | 20 novembre 1971  | Eugene    | Oregon State     | 30–29    |
| 76  | 18 novembre 1972  | Corvallis | Oregon           | 30–03    |
| 77  | 24 novembre 1973  | Eugene    | Oregon State     | 17–14    |
| 78  | 23 novembre 1974  | Corvallis | Oregon State     | 35–16    |
| 79  | 22 novembre 1975  | Eugene    | Oregon           | 14–07    |
| 80  | 20 novembre 1976  | Corvallis | Oregon           | 23–14    |
| 81  | 19 novembre 1977  | Eugene    | Oregon           | 28–16    |
| 82  | 25 novembre 1978  | Corvallis | Oregon           | 24–03    |
| 83  | 29 novembre 1979  | Eugene    | Oregon           | 24–03    |
| 84  | 15 novembre 1980  | Corvallis | Oregon           | 40–21    |
| 85  | 21 novembre 1981  | Eugene    | Oregon           | 47–17    |
| 86  | 27 novembre 1982  | Corvallis | Oregon           | 07–06    |
| 87  | 19 novembre 1983  | Eugene    | Nul              | 00–0     |
| 88  | 17 novembre 1984  | Corvallis | Oregon           | 31–06    |
| 89  | 23 novembre 1985  | Eugene    | Oregon           | 34–13    |
| 90  | 22 novembre 1986  | Corvallis | Oregon           | 49–28    |
| 91  | 21 novembre 1987  | Eugene    | Oregon           | 44–0     |
| 92  | 19 novembre 1988  | Corvallis | Oregon State     | 21–10    |
| 93  | 18 novembre 1989  | Eugene    | Oregon           | 30–21    |
| 94  | 17 novembre 1990  | Corvallis | Oregon           | 06–03    |
| 95  | 23 novembre 1991  | Eugene    | Oregon State     | 14–03    |
| 96  | 21 novembre 1992  | Corvallis | Oregon           | 07–0     |
| 97  | 20 novembre 1993  | Eugene    | Oregon State     | 15–12    |
| 98  | 19 novembre 1994  | Corvallis | #12 Oregon       | 17–13    |
| 99  | 18 novembre 1995  | Eugene    | #16 Oregon       | 12–10    |
| 100 | 23 novembre 1996  | Corvallis | Oregon           | 49–13    |
| 101 | 22 novembre 1997  | Eugene    | Oregon           | 48–30    |
| 102 | 21 novembre 1998  | Corvallis | Oregon State     | 44-412PR |
| 103 | 20 novembre 1999  | Eugene    | Oregon           | 25–14    |
| 104 | 18 décembre 2000  | Corvallis | #4 Oregon State  | 23–13    |
| 105 | 1er décembre 2001 | Eugene    | #4 Oregon        | 17–14    |
| 106 | 23 décembre 2002  | Corvallis | Oregon State     | 45–24    |
| 107 | 22 décembre 2003  | Eugene    | Oregon           | 34–20    |
| 108 | 20 décembre 2004  | Corvallis | Oregon State     | 50–21    |
| 109 | 19 décembre 2005  | Eugene    | #10 Oregon       | 56–14    |
| 110 | 24 décembre 2006  | Corvallis | Oregon State     | 30–28    |
| 111 | 1er décembre 2007 | Eugene    | Oregon State     | 38-312PR |
| 112 | 29 novembre 2008  | Corvallis | #19 Oregon       | 65–38    |
| 113 | 3 novembre 2009   | Eugene    | #7 Oregon        | 37–33    |
| 114 | 4 novembre 2010   | Corvallis | small>#1 Oregon  | 37–20    |
| 115 | 26 novembre 2011  | Eugene    | #9 Oregon        | 49–21    |
| 116 | 24 novembre 2012  | Corvallis | small>#5 Oregon  | 48–24    |
| 117 | 29 novembre 2013  | Eugene    | #12 Oregon       | 36–35    |
| 118 | 29 novembre 2014  | Corvallis | #3 Oregon        | 47–19    |
| 119 | 27 novembre 2015  | Eugene    | #18 Oregon       | 52–42    |
| 120 | 26 novembre 2016  | Corvallis | Oregon State     | 34–24    |
| 121 | 25 novembre 2017  | Eugene    | Oregon           | 69–10    |
| 122 | 23 novembre 2018  | Corvallis | Oregon           | 55–15    |
| 123 | 30 novembre 2019  | Eugene    | #14 Oregon       | 24–10    |
| 124 | 27 novembre 2020  | Corvallis | Oregon State     | 41–38    |
| 125 | 27 novembre 2021  | Eugene    | #11 Oregon       | 38–29    |
| 126 | 26 novembre 2022  | Corvallis | #21 Oregon State | 38–34    |
| 127 | 24 novembre 2023  | Eugene    | #6 Oregon        | 31–07    |
| 128 | 14 septembre 2024 | Corvallis | #9 Oregon        | 49–14    |

## Galerie

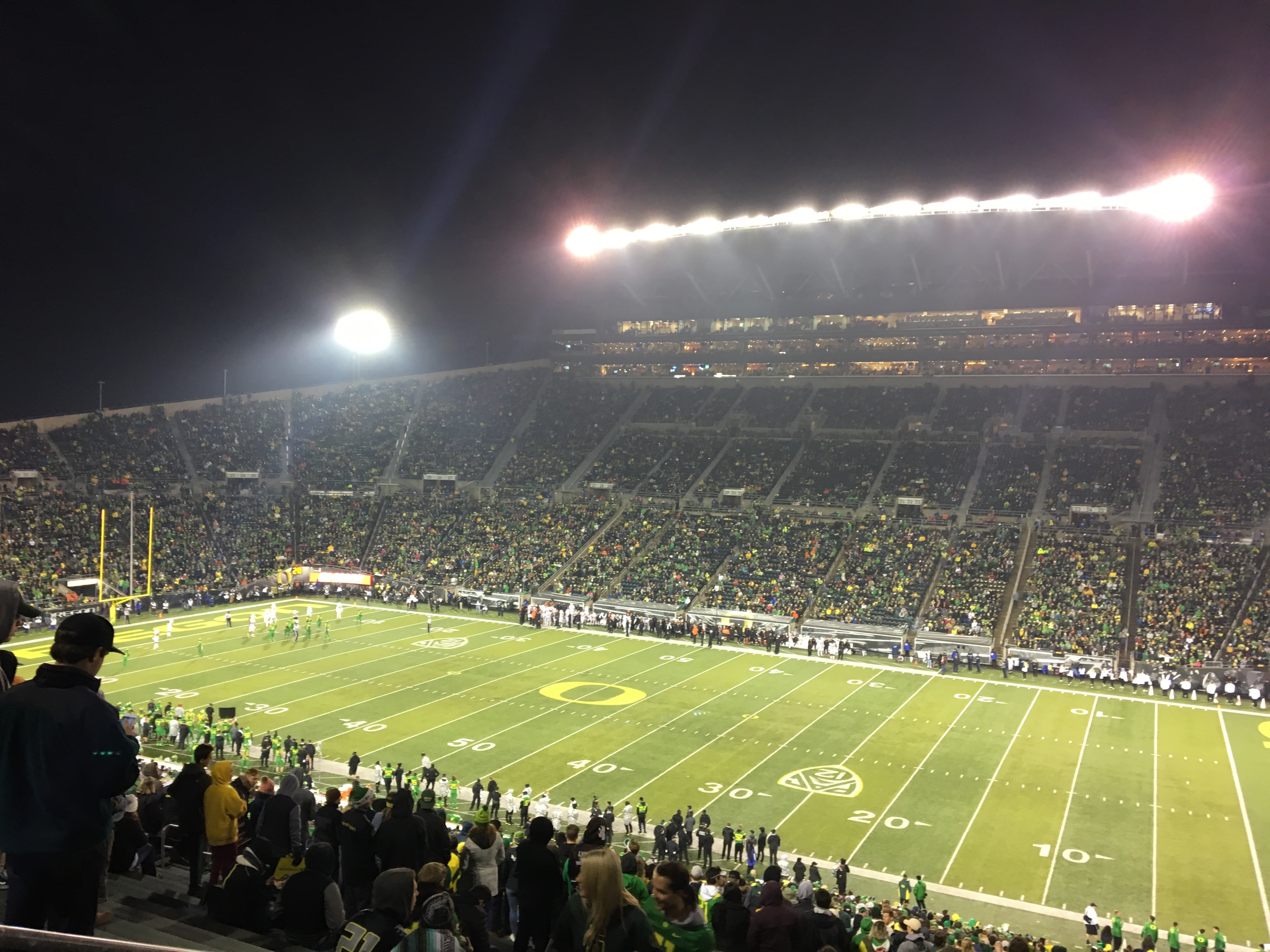
L'édition 2017 au Autzen Stadium
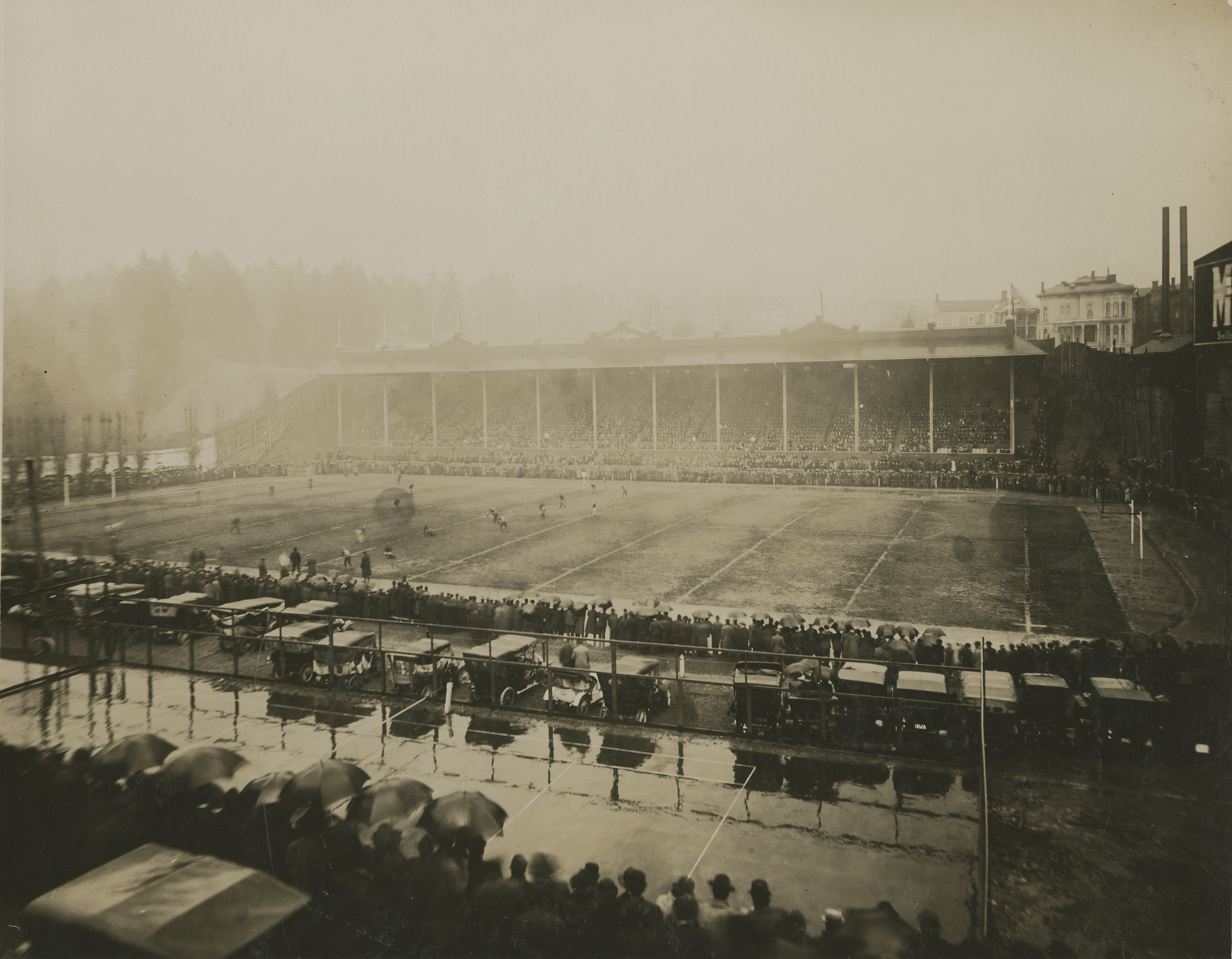
L'édition 1908 au Multnomah Stadium de Portland
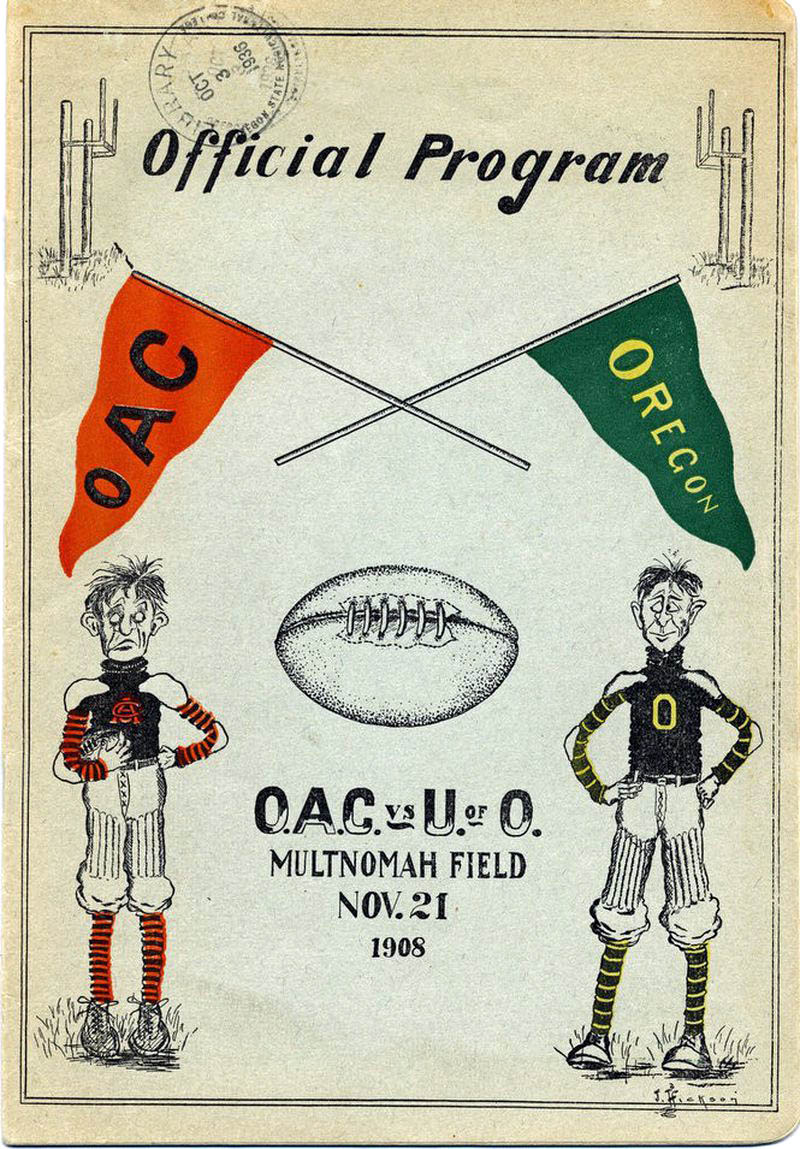
Programme illustré de 1908 présentant les Aggies d' Oregon Agricultural College et les Webfoots de l'Oregon

## Articles annexes
- Liste des matchs de rivalité en football américain universitaire de la NCAA